# Knut Kiesewetter

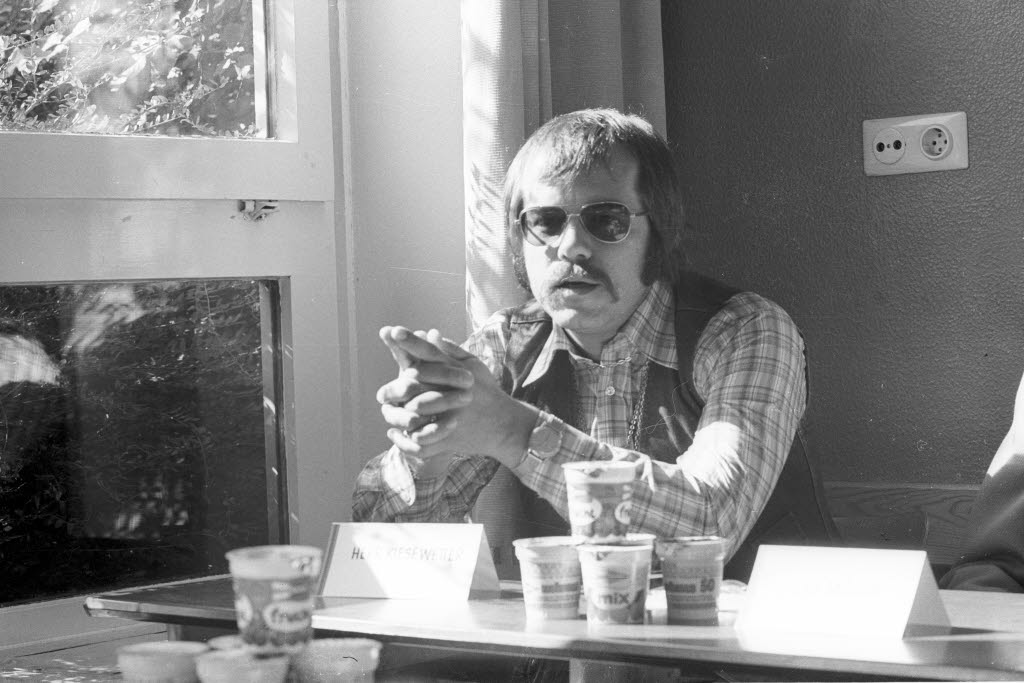
Knut Kiesewetter

Knut Kiesewetter (Stettin, 13 september 1941 - Garding, 28 december 2016) was een Duitse jazzzanger, liedjesschrijver, trombonist, gitarist en producer.

## Biografie
Kiesewetter begon, geïnspireerd door Jack Teagarden, op zijn veertiende trombone te spelen en jazz te zingen. Tijdens zijn muziekstudie nam hij, toen hij negentien was, zijn eerste singles op. Daarvan haalden er twee, met de groep Die Tramps, een plaats in de West-Duitse hitparade: Am Missouri (oktober 1961, #24) en Nur eine kleine Träne von dir (juli 1962, #38). Kiesewetter was actief onder verschillende artiestennamen, tot hij succesvol genoeg was om op te treden onder zijn eigen naam. In de jaren '60 en '70 won hij elf keer de 'jazzpoll' van de Duitse platenindustrie in de categorie 'zanger'. Tevens won hij in die jaren drie keer de jazzpoll van het Franse tijdschrift Blue Note. In zijn muziek verenigde hij meerdere stijlen, zoals blues, jazz, rock, soul, gospel, chanson en folk. Tevens nam hij de aria 'Willst du dein Herz mir schenken'  uit Notenbüchlein für Anna Magdalena Bach op. In de jazz kon hij in alle stijlen uit de voeten, van dixieland jazz tot bebop. Zo speelde hij samen met bijvoorbeeld Chet Baker, Dizzy Gillespie en Joe Zawinul. Hij trad ook vaak met zijn zus Sigrun en zijn broer Hartmut Kiesewetter op.
Eind jaren 60 begon Kiesewetter zelf platen te produceren. Hij ontdekte onder meer Hannes Wader, Volker Lechtenbrink en Fiede Kay en werd hun producent. Vanaf de jaren zeventig ging hij ook politiek getinte liedjes zingen, in allerlei dialecten: Hoogduits, Nederduits en Noord-Fries. Al met al bracht hij zo'n vijftig albums uit, waarvan zijn 'Leeder vun mien Fresenhof' een gouden plaat werd.
In de jaren tachtig doceerde Kiesewetter aan de Hochschule für Musik und darstellende Kunst in Hamburg (compositie en liedjestekst-schrijven).
In 2012 kreeg Kiesewetter voor zijn verdiensten voor de Nederduitse en de Friese talen de Orde van Verdienste van de deelstaat Sleeswijk-Holstein.

## Discografie (selectie)

### Albums
- 1964: Songs und Balladen (met Hartmut en Sigrun Kiesewetter)
- 1964: Halleluja – Deutsche Spirituals (Polydor)
- 1967: That’s Me (Star-Club Records)
- 1968: The Gospel Train
- 1968: Happy Dixie
- 1969: Knut’s kaputte Witzkiste (FASS)
- 1970: Knut’s kaputte Witzkiste 2 – Treffen sich zwei… (FASS)
- 1970: Stop! Watch! And Listen! (MPS)
- 1972: Das darf doch nicht wahr sein (Somerset)
- 1972: Fahr mit mir den Fluß hinunter (BASF)
- 1972: Die besten Ostfriesenwitze vertellt vun Knut Kiesewetter
- 1973: Ihr solltet mich nicht vergessen (BASF)
- 1974: Keiner hat mich richtig lieb (Polydor)
- 1976: Leeder vun mien Fresenhof (Polydor)
- 1976: Vom Traum, ein großer Mann zu sein (Polydor)
- 1976: STARGALA Knut Kiesewetter (dubbel-lp, Polydor)
- 1978: Wo büst du ween (Polydor)
- 1978: Springe nicht in mein Boot (Polydor)
- 1980: Jazz Again (Polydor)
- 1982: So sing ich nur für dich
- 1983: Lass sie niemals siegen (RCA)
- 1985: I’m Still Singing (RCA)
- 1987: Wiehnachtstied op uns Fresenhof
- 1989: Wenn man nicht in ist (BMG Ariola)
- 1991: Morgenlicht (Dino, Knut Kiesewetter und Familie)
- 2005: Wiehnachtstied (4 CD)
- 2007: 50 Years on Stage (4 CD)

### Medewerking aan andere albums
- 1985: Frieder Gadesmann: Lieder und Songs 7/8. Zum Hören und Mitsingen. Gearrangeerd door Hans Thomas-Mindnich, gezongen door Nana Gualdi, Andrea Horn, Wyn Hoop, Knut Kiesewetter en studenten van PH Ludwigsburg.

## Onderscheidingen
- 2000: Ritter der Ronneburg[4]
- 2012: Verdienstorden des Landes Schleswig-Holstein[3]